# Consejos Comunitarios de Desarrollo (Guatemala)
Los Consejos Comunitarios de Desarrollo Urbano y Rural (COCODE) pertenece al Sistema Nacional de Consejos de Desarrollo de Guatemala, el cual es de creación constitucional. Esta entidad reúne a varios representantes de los distintos sectores de la población, en donde, se representa la participación de la población en general, es decir, tanto social como económicamente.

## Integración
Pueden organizarse los Consejos Locales de Desarrollo en las comunidades con características de permanencia en un espacio territorial determinado y que cuente con un mínimo de población de 250 habitantes, mayores de 18 años.
El Consejo se integra con: 
1. Asamblea de vecinos.
2. Comités Ejecutivos.
3. Órgano de Coordinación.

## Funciones
Son funciones del Consejo local de Desarrollo, las siguientes: 
1. Promover el desarrollo económico, social y cultural de su comunidad.
2. Promover la participación efectiva de la población en la identificación y solución de sus problemas.
3. Identificar e inventariar las necesidades de la comunidad y determinar las correspondientes prioridades para la formulación de programas y proyectos.
4. Proponer al Consejo Municipal de desarrollo las necesidades de cooperación para la ejecución de programas y proyectos, cuando éstas no puedan ser resueltas por su comunidad.
5. Coordinar las actividades que promuevan o realicen los grupos de comunidad para evitar la duplicación de esfuerzos.
6. Gestionar los recursos económicos y financieros que requieren para sus programas y proyectos de desarrollo local.